# Cadereyta de Montes
Cadereyta de Montes är en kommunhuvudort i Mexiko.   Den ligger i kommunen Cadereyta de Montes och delstaten Querétaro Arteaga, i den centrala delen av landet, 160 km nordväst om huvudstaden Mexico City. Cadereyta de Montes ligger 2 076 meter över havet och antalet invånare är 11 524.
Terrängen runt Cadereyta de Montes är kuperad österut, men västerut är den platt. Runt Cadereyta de Montes är det ganska glesbefolkat, med 38 invånare per kvadratkilometer. Närmaste större samhälle är Ezequiel Montes, 9,4 km väster om Cadereyta de Montes. Trakten runt Cadereyta de Montes består i huvudsak av gräsmarker.